# Монастырь Драгович
Монастырь Драгович (серб. Манастир Драговић) — монастырь Сербской православной церкви в Северной Далмации на территории современной Хорватии. Находится на берегу реки Цетина близ города Врлика.

## История
Монастырь Драгович был воздвигнут в 1395 году. В 1480 году, во время одного из своих походов, его опустошили турки, после чего монастырь стоял в полном запустении около 20 лет. Масштабная реставрация монастыря началась только в 1590 году. Однако вскоре из-за голода монахи были вынуждены его покинуть. Монастырь был пуст вплоть до 1694 года, когда его восстановил епископ Никодим Бусович. Спустя четыре года из-за турецких походов монастырь вновь был оставлен и только после Карловицкого мира 1699 года он вместе с Цетинской Краиной перешёл под власть Венеции и вновь начал восстанавливаться. После смерти епископа Никодима церковь монахов присвоили католики.
В 1777 году по идее иеромонаха Викентия Стойсавлевича и по разрешению венецианских властей монастырь был перемещён в место под названием Виногради. Работы над ним позднее закончил игумен Ерофей Ковачевич. Монастырь и новая церковь были освящены 20 августа 1867 года.
В 1950-х годах из-за постройки ГЭС на Цетине монастырь был вновь перемещён, а сербское население из окрестных районов было расселено в основном в Сербии по решению югославских властей.
В 1995 году в ходе операции Буря монастырь был опустошён хорватскими войсками. До этого момента в монастыре хранилось множество святынь, а также старинных книг и рукописей на греческом, латыни, русском, итальянском и церковнославянском языках.